# Red Dead Revolver
Red Dead Revolver är ett spel till Playstation 2 och Xbox. Red Dead Revolver började att utvecklas hos Capcom, men när projektet var halvklart byttes Capcom ut mot Rockstar Games i San Diego. Spelet fick sin premiär i juni 2004. 

## Handling
Huvudperson i Red Dead Revolver är barnet Red Harlow. En kväll kommer Reds far hem från sin långa resa för att leta efter guld. Han har även med sig en ny, unik revolver som det bara finns två av i hela världen. Tack vare det så får Red ärva sin fars gamla revolver.
Trots att Reds far hittade guld, saknar de pengar, så den mexikanska arméns chef kommer för att ta tillbaka marken. Det är då man för första gången får styra Red och försvara sitt hem, tillsammans med sin far, mot mexikaner. Dessvärre blir Reds föräldrar skjutna och avlider. När arméchefen försöker fly, plockar Red upp faderns nya revolver (som legat bland brinnande bråte) och skjuter av honom armen. Då revolvern är väldigt varm på grund av all brinnande bråte, bränns skorpionen som är nerkarvad i revolverns handtag fast i Reds handflata.
Äventyret fortsätter sedan när Red har växt upp och blivit en prisjägare. Sedan går alla uppdrag ut på att lära sig mer om faderns död och till sist att hämnas. 